# Данијела Хантухова
Данијела Хантухова (слч. Daniela Hantuchová; Попрад, Словачка, 23. април 1983) бивша је словачка професионална тенисерка.
Дебитовала је 1999. године на турниру у Братислави. Први пут се у Топ 100 пробија 2001. године, а већ следеће осваја свој први турнир у каријери - Индијан Велс у САД победивши у финалу Мартину Хингис. Исти турнир (други по реду) освојила је и 2007. године, а у финалу је свладала Рускињу Светлану Кузњецову. Изборила је још и 4 финала (Филдерштадт 2002, Истборн 2004, Лос Анђелес 2005. и Цирих 2006. године).
Са 4 различита партнера освојила је титуле у игри мешовитих парова на сва 4 Гренд слема.
Са словачком репрезентацијом освојила је титулу победнице Фед купа. 
2004. године са Каролом Кучером осваја Хопман куп, а то чини и годину дана касније кад јој је партнер био Доминик Хрбати.
Најбољи пласман у појединачној конкуренцији било јој је 5. место (27. јануара 2003. године), а у паровима 5. место (август 2002).

### Пласман на ВТА листи на крају сезоне
| Година  | 1999 | 2000 | 2001 | 2002 | 2003 | 2004 | 2005 | 2006 | 2007 | 2008 | 2009 | 2010 | 2011 | 2012 |
| Пласман | 201  | 108  | 38   | 8    | 19   | 31   | 19   | 18   | 9    | 21   | 24   | 30   | 24   | 32   |

## Финала гренд слем турнира

### Женски парови (0–3)
| Исход | Година | Турнир                            | Подлога | Партнерка             | Противнице                     | Резултат         |
| Пораз | 2002   | Отворено првенство Аустралије     | Тврда   | Аранча Санчез Викарио | Ана Курњикова Мартина Хингис   | 2–6, 7–6(4), 1–6 |
| Пораз | 2006   | Отворено првенство Француске      | Шљака   | Ај Сугијама           | Лиса Рејмонд Саманта Стосур    | 3–6, 2–6         |
| Пораз | 2009   | Отворено првенство Аустралије (2) | Тврда   | Ај Сугијама           | Винус Вилијамс Серена Вилијамс | 3–6, 3–6         |

### Мешовити парови (4–1)
| Исход  | Година | Турнир                        | Подлога | Партнер        | Противници                       | Резултат      |
| Победа | 2001   | Вимблдон                      | Трава   | Леош Фридл     | Мајк Брајан Лизел Хубер          | 4–6, 6–3, 6–2 |
| Победа | 2002   | Отворено првенство Аустралије | Тврда   | Кевин Улијет   | Гастон Етлис Паола Суарез        | 6–3, 6–2      |
| Пораз  | 2002   | Вимблдон                      | Трава   | Кевин Улијет   | Махеш Бупати Јелена Лиховцева    | 2–6, 6–1, 1–6 |
| Победа | 2005   | Отворено првенство Француске  | Шљака   | Фабрис Санторо | Мартина Навратилова Леандер Паес | 3–6, 6–3, 6–2 |
| Победа | 2005   | Отворено првенство Америке    | Тврда   | Махеш Бупати   | Ненад Зимоњић Катарина Среботник | 6–4, 6–2      |

## Резултати Данијеле Хантухове

### Победе у финалу појединачно (5)
| Бр. | Датум    | Турнир       | Категорија  | $       | Подлога      | Противница         | Резултат           |
| --- | -------- | ------------ | ----------- | ------- | ------------ | ------------------ | ------------------ |
| 1   | 04/03/02 | Индијан Велс | I           | 2100000 | Тврда (от.)  | Мартина Хингис     | 6-3, 6-4           |
| 2   | 05/03/07 | Индијан Велс | I           | 2100000 | Тврда (от.)  | Светлана Кузњецова | 6-3, 6-4           |
| 3   | 22/10/07 | Линц         | II          | 600000  | Тврда (зат.) | Пати Шнидер        | 6-4, 6-2           |
| 4   | 13/02/11 | Патаја       | Међународни | 220000  | Тврда (от.)  | Сара Ерани         | 6-0, 6-2           |
| 5   | 12/02/12 | Патаја       | Међународни | 220000  | Тврда (от.)  | Марија Кириленко   | 6-7(4-7), 6-3, 6-3 |

### Порази у финалу појединачно (9)
| Бр. | Датум    | Турнир      | Категорија  | $       | Подлога      | Противница              | Резултат           |
| --- | -------- | ----------- | ----------- | ------- | ------------ | ----------------------- | ------------------ |
| 1   | 07/10/02 | Филдерстад  | II          | 625000  | Тврда (зат.) | Ким Клајстерс           | 4-6, 6-3, 6-4      |
| 2   | 14/06/04 | Истборн     | II          | 585000  | Трава (от.)  | Светлана Кузњецова      | 2-6, 7-6(7-2), 6-4 |
| 3   | 08/08/05 | Лос Анђелес | II          | 585000  | Тврда (от.)  | Ким Клајстерс           | 6-4, 6-1           |
| 4   | 16/10/06 | Цирих       | I           | 1340000 | Тврда (зат.) | Марија Шарапова         | 6-1, 4-6, 6-3      |
| 5   | 10/09/07 | Бали        | III         | 225000  | Тврда (от.)  | Линдси Давенпорт        | 6-4, 3-6, 6-2      |
| 6   | 24/09/07 | Луксембург  | II          | 600000  | Тврда (зат.) | Ана Ивановић            | 3-6, 6-4, 6-4      |
| 7   | 07/03/10 | Монтереј    | Међународни | 220000  | Тврда (от.)  | Анастасија Пављученкова | 1–6, 6–1, 6–0      |
| 8   | 12/06/11 | Бирмингем   | Међународни | 220000  | Трава (от.)  | Сабине Лисицки          | 6-3, 6-2           |
| 9   | 7/01/12  | Бризбејн    | Премијер    | 655000  | Тврда (от.)  | Каја Канепи             | 6-2, 6-1           |

### Победе у игри парова (9)
| Бр. | Датум    | Турнир         | Категорија        | $       | Подлога      | Партнерка             | Противници                     | Резултат              |
| --- | -------- | -------------- | ----------------- | ------- | ------------ | --------------------- | ------------------------------ | --------------------- |
| 1   | 23/10/00 | Братислава     | IVb               | 110000  | Тврда (от.)  | Карина Хабшудова      | Петра Мандула Патриција Вартуч | без борбе             |
| 2   | 22/10/01 | Луксембург     | III               | 170000  | Тврда (зат.) | Јелена Бовина         | Бјанка Ламаде Пати Шнидер      | 6-3, 6-3              |
| 3   | 08/04/02 | Амелија Ајланд | II                | 585000  | Шљака (от.)  | Аранча Санчез Викарио | Марија Е. Салерни Аса Свенсон  | 6-4, 6-2              |
| 4   | 19/08/02 | Њу Хејвен      | II                | 585000  | Тврда (от.)  | Аранча Санчез Викарио | Татјана Гарбин Јанета Хусарова | 6-3, 1-6, 7-5         |
| 5   | 06/06/05 | Бирмингем      | III               | 200000  | Трава (от.)  | Ај Сугијама           | Елени Данилиду Џенифер Расел   | 6-2, 6-3              |
| 6   | 03/10/05 | Филдерстад     | II                | 650000  | Тврда (зат.) | Анастасија Мискина    | Квета Пешке Франческа Скјавоне | 6-0, 3-6, 7-5         |
| 7   | 27/02/06 | Доха           | Tier II           | 600000  | Тврда (от.)  | Ај Сугијама           | Тинг Ли Тиантиан Сун           | 6-4, 6-4              |
| 8   | 15/05/06 | Рим            | I                 | 1340000 | Шљака (от.)  | Ај Сугијама           | Квета Пешке Франческа Скјавоне | 3-6, 6-3, 6-1         |
| 9   | 03/04/11 | Мајами         | Обавезни Премијер | 4500000 | Шљака (от.)  | Агњешка Радвањска     | Лизел Хубер Нађа Петрова       | 7-6(7-5), 2-6, [10-8] |

### Порази у финалу у игри парова (12)
| Бр. | Датум    | Турнир       | Категорија        | Наградни фонд $ | Подлога      | Противници                               | Партнерка             | Резултат                |
| --- | -------- | ------------ | ----------------- | --------------- | ------------ | ---------------------------------------- | --------------------- | ----------------------- |
| 1   | 14/01/02 | Мелбурн      | Гренд слем        | 3.942,415       | Тврда (от.)  | Мартина Хингис Ана Курњикова             | Аранча Санчез Викарио | 6-2, 6-7(7-4), 6-1      |
| 2   | 29/04/02 | Хамбург      | II                | 585.000         | Шљака (от.)  | Мартина Хингис Барбара Шет               | Аранча Санчез Викарио | 6-1, 6-1                |
| 3   | 14/03/02 | Берлин       | I                 | 1.224,000       | Шљака (от.)  | Јелена Дементјева Јанета Хусарова        | Аранча Санчез Викарио | 0-6, 7-6(7-3), 6-2      |
| 4   | 29/05/02 | Сан Дијего   | II                | 775.000         | Тврда (от.)  | Јелена Дементјева Јанета Хусарова        | Ај Сугијама           | 6-2, 6-4                |
| 5   | 05/08/02 | Лос Анђелес  | II                | 585.000         | Тврда (от,)  | Ким Клајстерс Јелена Докић               | Ај Сугијама           | 6-2 6-3                 |
| 6   | 01/08/05 | Сан Дијего   | I                 | 1.300,000       | Тврда (от.)  | Кончита Мартинез Вирхинија Руано Паскуал | Ај Сугијама           | 6-7(7-9), 6-1, 7-5      |
| 7   | 17/10/05 | Цирих        | I                 | 1.300,000       | Тврда (ун.)  | Кара Блек Рене Стабс                     | Ај Сугијама           | 6-7(6-8), 7-6(7-4), 6-3 |
| 8   | 29/05/06 | Роланд Гарос | Гренд слем        | 6.747,626       | Шљака (от.)  | Лиса Рејмонд Саманта Стозер              | Ај Сугијама           | 6-3, 6-2                |
| 9   | 08/08/06 | Лос Анђелес  | II                | 600.000         | Тврда (от.)  | Вирхинија Руано Паскуал Паола Суарез     | Ај Сугијама           | 6-3, 6-4                |
| 10  | 14/01/09 | Мелбурн      | Гренд слем        | 3.942,415       | Тврда (от.)  | Серена Вилијамс Винус Вилијамс           | Ај Сугијама           | 6-3, 6-3                |
| 11  | 09/05/09 | Рим          | Обавезни Премијер | 1340000         | Шљака (от.)  | Хсиех Су-Веи Пенг Шуај                   | Ај Сугијама           | 7-5, 7-6(7-5)           |
| 12  | 03/10/09 | Токио        | Премијер 5        | 1340000         | Тврда (зат.) | Алиса Клејбанова Франческа Скјавоне      | Ај Сугијама           | 6-4, 6-2                |

## Учешће наГренд слемтурнирима

### Појединачно
| Година | Аустралијан Опен | Аустралијан Опен                           | Ролан Гарос | Ролан Гарос                                | Вимблдон   | Вимблдон                                    | Ју-Ес Опен | Ју-Ес Опен                                  |  |
| ------ | ---------------- | ------------------------------------------ | ----------- | ------------------------------------------ | ---------- | ------------------------------------------- | ---------- | ------------------------------------------- |  |
| 2001   | 1 коло           | Ана Курњикова · Русија                     | 2 коло      | Кончита Мартинез · Шпанија                 | 2 коло     | Винус Вилијамс · Сједињене Америчке Државе  | 1 коло     | Натали Деши · Француска                     |  |
| 2002   | 3 коло           | Винус Вилијамс · Сједињене Америчке Државе | 4 коло      | Моника Селеш · Сједињене Америчке Државе   | 1/4 финале | Серена Вилијамс · Сједињене Америчке Државе | 1/4 финале | Серена Вилијамс · Сједињене Америчке Државе |  |
| 2003   | 1/4 финале       | Винус Вилијамс · Сједињене Америчке Државе | 2 коло      | Ешли Харклроуд · Сједињене Америчке Државе | 2 коло     | Шинобу Асаге · Јапан                        | 3 коло     | Тамарин Танасугарн · Тајланд                |  |
| 2004   | 2 коло           | Алиша Молик · Аустралија                   | 1 коло      | Шинобу Асаге · Јапан                       | 3 коло     | Марија Шарапова · Русија                    | 3 коло     | Пати Шнидре · Швајцарска                    |  |
| 2005   | 3 коло           | Јелена Дементјева · Русија                 | 3 коло      | Ким Клајстерс · Белгија                    | 3 коло     | Винус Вилијамс · Сједињене Америчке Државе  | 3 коло     | Винус Вилијамс · Сједињене Америчке Државе  |  |
| 2006   | 4 коло           | Марија Шарапова · Русија                   | 4 коло      | Ким Клајстерс · Белгија                    | 4 коло     | Жистин Енен · Белгија                       | 2 коло     | Серена Вилијамс · Сједињене Америчке Државе |  |
| 2007   | 4 коло           | Ким Клајстерс · Белгија                    | 3 коло      | Анабел Медина Гаригес · Шпанија            | 4 коло     | Серена Вилијамс · Сједињене Америчке Државе | 1 коло     | Јулија Валуленко · Украјина                 |  |
| 2008   | полуфинале       | Ана Ивановић · Србија                      |             |                                            |            |                                             |            |                                             |  |

### У игри парова
| Година | Аустралијан Опен                                               | Аустралијан Опен                                         | Ролан Гарос                                          | Ролан Гарос                                                            | Вимблдон                                               | Вимблдон                                                                  | Ју-Ес Опен                                       | Ју-Ес Опен                                                               |
| ------ | -------------------------------------------------------------- | -------------------------------------------------------- | ---------------------------------------------------- | ---------------------------------------------------------------------- | ------------------------------------------------------ | ------------------------------------------------------------------------- | ------------------------------------------------ | ------------------------------------------------------------------------ |
| 2001   | 1 коло · Louise Pleming · Аустралија                           | Аса Свенсон · Шведска · Магдалена Малејева · Бугарска    | 3 коло · Хенријета Нађова · Словачка                 | Анка Хубер · Немачка · Барбара Шет · Аустрија                          | 3 коло · Каруна Хабшудова · Словачка                   | Rachel McQuillan · Lisa McShea · Аустралија                               | 1 коло · Јелена Бовина · Русија                  | СилвијаФарина Елија · Италија · Ирода Туљуганова · Узбекистан            |
| 2002   | Финале · Аранча Санчез Викарио · Шпанија                       | Мартина Хингис · Швајцарска · Ана Курњикова · Русија     | 1 коло (1/32) · Аранча Санчез Викарио · Шпанија      | Шаблон:GER-d Барбара Рутнер · Немачка · Марија Венто Кабчи · Венецуела | 2 коло · Џенифер Капријати · Сједињене Америчке Државе | Кончита Мартинез · Шпанија · Мери Пирс · Француска                        | 1 коло · Аранча Санчез Викарио · Шпанија         | Ерика де Лоне · ШПА Сједињене Америчке Државе · Соња Jeyaseelan · Канада |
| 2003   | четвртфинале · Меган Шонеси · Сједињене Америчке Државе        | Емануела Гаљарди · Швајцарска · Петра Мандула · Мађарска | полуфинале · Чанда Рубин · Сједињене Америчке Државе | Вирхинија Руано Паскуал · Шпанија · Паола Суарез · Аргентина           | 2 коло) · Чанда Рубин · Сједињене Америчке Државе      | Даја Беданова Рената Воракова ЧЕШ                                         | 3 коло · Чанда Рубин · Сједињене Америчке Државе | Јанета Хусарова · Словачка · Кончита Мартинез · Шпанија                  |
| 2004   | 1 коло · Els Callens · Белгија                                 | Јанета Хусарова · Словачка · Динара Сафина Русија        | 2 коло · Динара Сафина · Русија                      | Џил Крејбас · Сједињене Америчке Државе · Марлен Вејнгартнер · Немачка | 2 коло · Натали Деши · Француска                       | } Светлана Кузњецова · Јелена Лиховцева · Русија                          | 1 коло · Динара Сафина Русија                    | Вирхинија Руано Паскуал · Шпанија · Паола Суарез · Аргентина             |
| 2005   | четвртфинале · Мартина Навратилова · Сједињене Америчке Државе | Светлана Кузњецова · Русија · Алиша Молик Аустралија     | 2 коло · Ај Сугијама · Јапан                         | Ева Бринерова · Чешка · Андреа Ванк · Румунија                         | четвртфинале · Ај Сугијама · Јапан                     | Кара Блек · Зимбабве · Лизел Хубер · Јужна Африка                         | 3 коло · Ај Сугијама · Јапан                     | Јен Ци · Ђе Џенг · Кина                                                  |
| 2006   | 3 коло · Ај Сугијама · Јапан                                   | Жисела Дулко · Аргентина · Марија Кириленко · Русија     | Финале · Ај Сугијама · Јапан                         | Лиса Рејмонд · Сједињене Америчке Државе · Саманта Стосур · Аустралија | 1 коло · Ај Сугијама · Јапан                           | Јармила Гајдошева · Словачка · Ешли Харклеруд · Сједињене Америчке Државе | 2 коло · Ај Сугијама · Јапан                     | Натали Деши · Француска · Вера Звонарјова · Русија                       |
| 2007   | четвртфинале · Ај Сугијама · Јапан                             | Кара Блек · Зимбабве · Лизел Хубер · Јужна Африка        | -                                                    | -                                                                      | 1 коло · Ана Ивановић · Србија                         | Јанг Јан Чан · Chia-Jung Chuang · Кинески Тајпеј                          | 3 коло · Мартина Хингис · Швајцарска             | Квета Пешке · Чешка · Рене Стабс · Аустралија                            |
| 2008   | 3 коло < · Линдси Давенпорт · Сједињене Америчке Државе        | Аљона Бондаренко · Катарина Бондаренко · Украјина        | -                                                    | -                                                                      | -                                                      | -                                                                         | -                                                | -                                                                        |

### Мешовити парови

#### Победе у финалу(5)
| Бр. | Датум    | Турнир                                 | Катего- рија | $       | Подлога      | Партнер                    | Противници у финалу                                                     | Резултат    |
| --- | -------- | -------------------------------------- | ------------ | ------- | ------------ | -------------------------- | ----------------------------------------------------------------------- | ----------- |
| 1   | 25/06/01 | Вимблдон                               | Гренд слем   | 4545319 | Трава (отв.) | Леош Фридл · Чешка         | Лизел Хубер · Јужна Африка · Мајк Брајан · Сједињене Америчке Државе    | 4-6 6-3 6-2 |
| 2   | 14/01/02 | Отворено првенство Аустралије, Мелбурн | Гренд слем   | 3942915 | Трава (от,)  | Кевин Улјет · Зимбабве     | Паола Суарез · Gaston Etlis · Аргентина                                 | 6-3 6-2     |
| 3   | 01/01/05 | Хопман куп, Перт                       | Егзибиција   |         | Тврда (отв.) | Доминик Хрбати · Словачка  | Жисела Дулко · Гиљермо Кориа · Аргентина                                | меч 3-0     |
| 4   | 23/05/05 | Роланд Гарос, Париз                    | Гренд слем   | 5301154 | Земља (отв.) | Фабрис Санторо · Француска | Мартина Навратилова · Сједињене Америчке Државе · Леандер Паес · Индија | 3-6 6-3 6-2 |
| 5   | 29/08/05 | УС опен, Флешинг Медоуз                | Гренд слем   | 7147042 | Трава (от,)  | Махеш Бупати · Индија      | Катарина Среботник · Словенија · Ненад Зимоњић · Србија и Црна Гора     | 6-4 6-2     |

#### Попрази у финалу(2)
| Бр. | Датум    | Турнир           | Катего- рија | $       | 'Подлога     | Победници                                                  | Партнер                  | Резултат      |
| --- | -------- | ---------------- | ------------ | ------- | ------------ | ---------------------------------------------------------- | ------------------------ | ------------- |
| 1   | 24/06/02 | Вимблдон         | Гренд слем   | 5450958 | Трава (от.)  | Јелена Лиховцева · Русија · Махеш Бапути · Индија          | Кевин Улјет · Зимбабве   | 6-2, 1-6, 6-1 |
| 2   | 03/01/04 | Хопман куп, Перт | Егзибиција   |         | Тврда (зат.) | Линдси Давенпорт · Џејмс Блејк · Сједињене Америчке Државе | Карол Кучера · Словенија | 2 меч 1       |

## Учешће на Фед купу

### Финални сусрет
| Број | Датум    | Место                                        | Терен.       | Састав екипе                                                     | Финалиста                                                                 | Резултат |
| ---- | -------- | -------------------------------------------- | ------------ | ---------------------------------------------------------------- | ------------------------------------------------------------------------- | -------- |
| 1.   | 02/11/02 | Велика Канарија, Конгресна палата Маспаломас | тврда (зат.) | Данијела Хантухова Јанета Хусорова Хенријета Нађова Мартина Суха | Кончита Мартинез Аранча Санчез Викарио Magüi Serna Вирхиниа Руано Паскуал | 3 - 1    |

### Остали детаљи
(језик: енглески) fedcup.com Архивирано на веб-сајту  (26. март 2016)